# Euxoa dolis
Euxoa dolis är en fjärilsart som beskrevs av Augustus Radcliffe Grote 1880. Euxoa dolis ingår i släktet Euxoa och familjen nattflyn. Inga underarter finns listade i Catalogue of Life.